# Jordi Ventura Carbó

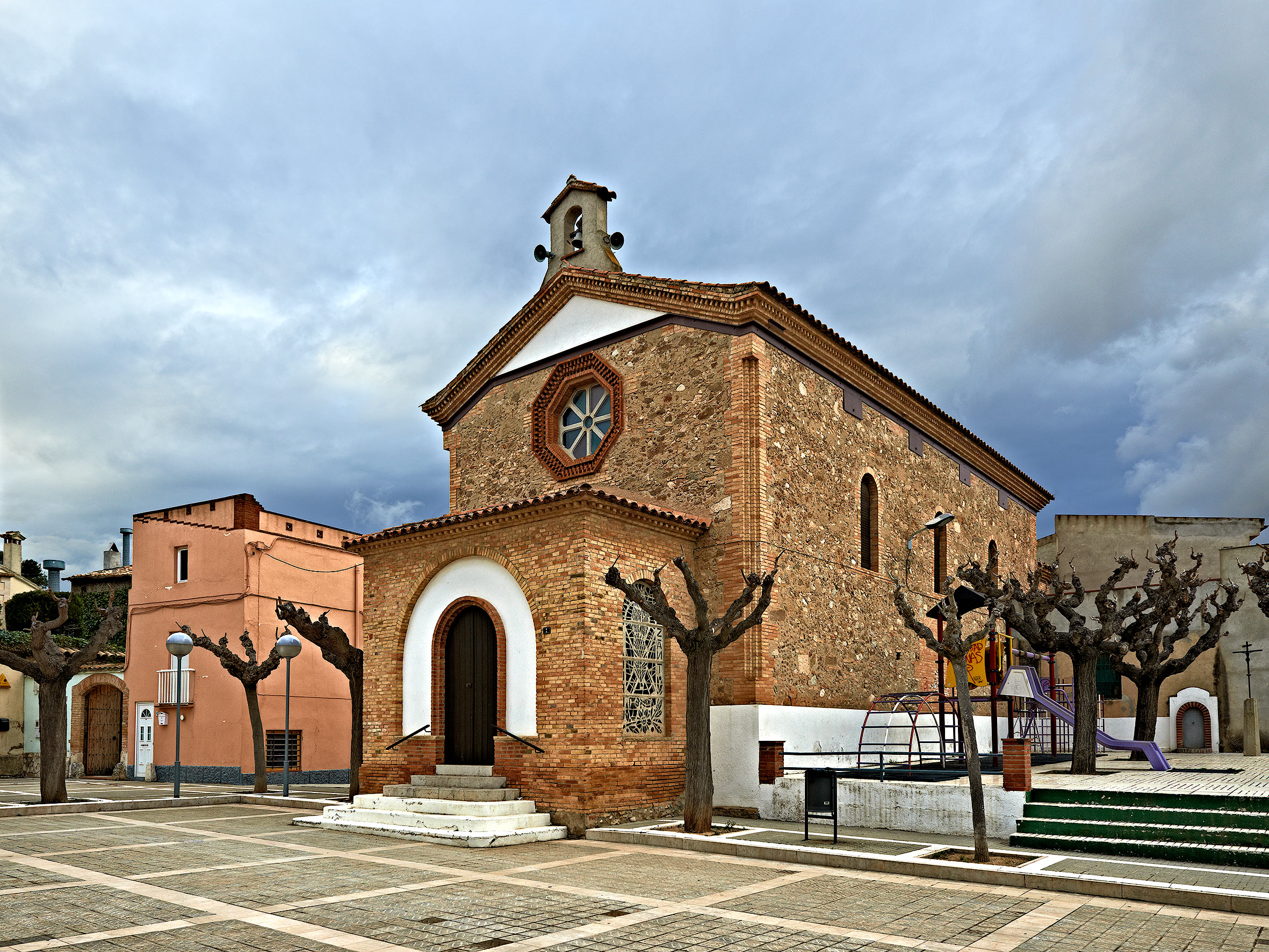
Puigdàlber: poble natal del fotògraf

Jordi Ventura Carbó (Puigdàlber, 3 de març de 1962) és un fotògraf i psicòleg català.
Va iniciar la seva trajectòria artística en el camp de la pintura durant l’adolescència, però més tard es va decantar per la fotografia. A finals dels anys 80 va adquirir la seva primera càmera rèflex analògica i es va incorporar al Club Diafragma Vilafranca de Vilafranca del Penedès, on va començar a experimentar amb el revelat en blanc i negre. Va ampliar la seva formació amb un curs de revelat químic a l’escola Gris Art de Barcelona.
Va estudiar psicologia clínica a l'UNED i diversos postgraus a la Universitat de Girona , entre ells en Teràpia Breu i Estratègica, Teràpia de Parella i Psicoteràpia Integradora. Ha exercit la seva activitat professional com a psicòleg clínic al Penedès, on ha tingut despatx propi.
La seva obra fotogràfica es caracteritza per una gran diversitat tècnica i estilística, incloent-hi treballs en color i en blanc i negre, i per una aproximació experimental que combina realisme amb composicions de caràcter sensorial centrades en rostres, enquadraments i textures.

## Premis i reconeixements
El reconeixement més destacat del seu recorregut creatiu és el Premi Catalunya de Fotografia, que va guanyar el 2018, atorgat per la Federació Catalana de Fotografia (FCF) al millor fotògraf de l’any. Aquest guardó es va lliurar durant la gala de cloenda del 12è Fotocat, l’esdeveniment anual més destacat de la FCF, celebrada el 2019. Aquest premi li va permetre optar al Premi Nacional de Fotografia de la Confederació Espanyola de Fotografia (CEF), que va guanyar el 2020 per la seva trajectòria i aportació artística.
A més, ha rebut altres premis destacats, entre d'altres, el primer premi del concurs de fotografia del Museu Arqueològic del Vendrell amb Llums i ombres (2019), en una convocatòria dedicada als cementiris del Baix Penedès, el Trofeu Gipuzkoa Internacional (2019), el Premi Rosablanca de Fotografia  (2021) amb l’obra Vanarasi, o el segon premi del Premi de Fotografia Procopi Llucià (2021) amb la seva col·lecció titulada Costa da Morte.